# Hiroyuki Usui
Hiroyuki Usui (jap. 碓井 博行 Usui Hiroyuki; ur. 4 sierpnia 1953) – były japoński piłkarz, reprezentant kraju.

## Kariera klubowa
Od 1976 do 1988 roku występował w klubie Hitachi.

## Kariera reprezentacyjna
W reprezentacji Japonii zadebiutował w 1974. W reprezentacji Japonii występował w latach 1974-1984. W sumie w reprezentacji wystąpił w 38 spotkaniach.

## Statystyki
| Reprezentacja Japonii | Reprezentacja Japonii | Reprezentacja Japonii |
| Rok                   | Mecze                 | Gole                  |
| --------------------- | --------------------- | --------------------- |
| 1974                  | 2                     | 0                     |
| 1975                  | 0                     | 0                     |
| 1976                  | 1                     | 0                     |
| 1977                  | 4                     | 0                     |
| 1978                  | 14                    | 7                     |
| 1979                  | 9                     | 3                     |
| 1980                  | 5                     | 3                     |
| 1981                  | 0                     | 0                     |
| 1982                  | 0                     | 0                     |
| 1983                  | 0                     | 0                     |
| 1984                  | 3                     | 2                     |
| Razem                 | 38                    | 15                    |